# Tiên Long
Tiên Long là một xã thuộc huyện Châu Thành, tỉnh Bến Tre, Việt Nam.

## Địa lý
Xã Tiên Long có vị trí địa lý:
- Phía đông giáp xã Quới Thành và thị trấn Tiên Thủy
- Phía tây và phía bắc giáp xã Tân Phú
- Phía nam giáp huyện Chợ Lách ranh giới là sông Hàm Luông.

Xã Tiên Long có diện tích 12,81 km², dân số năm 2020 là 7.232 người, mật độ dân số đạt 565 người/km².

## Hành chính
Xã Tiên Long được chia thành 7 ấp: Tiên Chánh, Tiên Đông, Tiên Hưng, Tiên Lợi, Tiên Phú 1, Tiên Phú 2, Tiên Thạnh.